# Les Adjots
Les Adjots – miejscowość i gmina we Francji, w regionie Nowa Akwitania, w departamencie Charente.
Według danych na rok 1990 gminę zamieszkiwało 448 osób, a gęstość zaludnienia wynosiła 41 osób/km² (wśród 1467 gmin regionu Poitou-Charentes Les Adjots plasuje się na 591. miejscu pod względem liczby ludności, natomiast pod względem powierzchni na miejscu 785.).